# Elisabeth Christine Berling
Elisabeth Christine Berling, född 1744, död 1801, var en dansk affärsidkare. 
Hon var dotter till boktryckaren Andreas Hartvig Godiche och Anna Magdalena Godiche och gifte sig 1772 med Georg Christopher Berling. 
Efter makens död 1778 övertog hon verksamheten, då hennes son var sju år vid tidpunkten, och fortsatte driva firman till sin död. Det var ett av Danmarks största tryckerier under hennes verksamhetstid och hon omtalas därför en del i ämnesområdet. Tryckeriet hade monopol på att trycka offentliga politiska dokument  ett privilegium som utan framgång ifrågasattes av Johan Friderick Schultz 1788. Det utgav Berlingske Tidende, där regeringen gjorde sina offentliggöranden, och lanserade under hennes tid Laerde Erfterretninger, Danmarks kanske första och under sin samtid mest betydande litterära magasin, som spelade stor roll i det danska kulturlivet. 
Hon ärvde 1780 även sin mors tryckeri, som hon avvecklade följande år. Hon drev även makens efterlämnade bryggeri, som även det tillhörde de största. 
År 1771 var hon, vid sidan av Catarina Gustmejer och bryggaren "Madame Halkiaer" en av tre kvinnor som betalade skatt som självanställd (en slags företagsskatt reserverad för stora företag), och 1801 kvarstod hon i denna kategori med köpmannen Hizilia Meyer och bryggaren Marthe Noe. 